# (43844) Rowling
Pour les articles homonymes, voir Rowling (homonymie).
(43844) Rowling est un astéroïde de la ceinture principale.

## Description
(43844) Rowling est un astéroïde de la ceinture principale. Il fut découvert le 25 juillet 1993 à Manastash Ridge par Mark Hammergren. Il présente une orbite caractérisée par un demi-grand axe de 2,76 UA, une excentricité de 0,17 et une inclinaison de 5,9° par rapport à l'écliptique.

## Compléments